# نرون (فیلم ۲۰۰۴)
نرون (انگلیسی: Nero) یک تله‌فیلم زندگی‌نامه‌ای درام به کارگردانی پل مارکوس است که در سال ۲۰۰۴ منتشر شد.

## گزیدهٔ بازیگران
- هانس متیسون در نقش نرون
- لائورا مورانته در نقش آگریپینای کوچک
- سونیا آکوینو در نقش مسالینا
- جان سیم در نقش کالیگولا
- ماتیاس هابیش در نقش سنکای جوان
- ماسیمو داپورتو در نقش کلودیوس
- ویتوریا پوچینی در نقش کلودیا اکتا
- پیر ونک در نقش پولس رسول
- سیمون آندرئو
- مائوریتسیو دونادونی
- کلاوس هندل
- یوخن هورست
- آنخلا مولینا
- ایان ریچاردسون
- لیز اسمیت
- فرانچسکو وندیتی
- جیمز بنتلی